# 1868 en Suisse
Chronologie de la Suisse
- 1864
- 1865
- 1866
- 1867
- 1868
- 1869
- 1870
- 1871
- 1872

Cette page concerne l'année 1868 du calendrier grégorien en Suisse.

## Gouvernement au1erjanvier 1868
- Conseil fédéral[1]
  - Jakob Dubs (PRD), président de la Confédération
  - Emil Welti (PRD), vice-président de la Confédération
  - Karl Schenk (PRD)
  - Victor Ruffy (PRD)
  - Melchior Josef Martin Knüsel (PRD)
  - Jean-Jacques Challet-Venel (PRD)
  - Wilhelm Matthias Naeff (PRD)

## Événements
- 5 janvier : premier numéro de la Feuille religieuse et nationale, qui deviendra par la suite Le Courrier.
- 10 janvier : exécution à Moudon (VD), d’Héli Froidevaux, dernier condamné à mort du canton de Vaud.

- 23 mars : début de la grève des ouvriers du bâtiment à Genève pour les dix heures de travail journalier et un tarif minimum ; ils obtienne gain de cause après quatre semaines de conflit[2]

- 21 août : ouverture de la Fête fédérale de gymnastique à Bellinzone (TI).

- 6 septembre : mise en service de la ligne ferroviaire entre Sion et Sierre (VS).
- 21 septembre : ouverture à Berne du deuxième Congrès de la Ligue de la Paix et de la Liberté.
- 27 septembre : des pluies diluviennes provoquent des inondations catastrophiques dans les cantons des Grisons, de Saint-Gall, du Tessin, d’Uri et du Valais. On dénombre 60 morts et plusieurs villages détruits.

- 14 novembre : premier numéro de La Revue, éditée à Lausanne, qui deviendra La Nouvelle Revue de Lausanne.

## Décès en 1854
- 27 février : Maximilien de Meuron, à Neuchâtel, à l’âge de 83 ans, peintre et graveur.
- 11 avril Andreas Heusler, à Bâle, à l’âge de 66 ans, professeur de droit.
- 22 octobre : Josef Anton Sebastian Federer, à Bad Ragaz (SG), à l’âge de 74 ans, ecclésiastique, instituteur et homme politique.